# Bougtoub
Bougtoub (o Bougtob) è un comune dell'Algeria, situato nella provincia di El Bayadh.